# Diego Vigil Cocaña

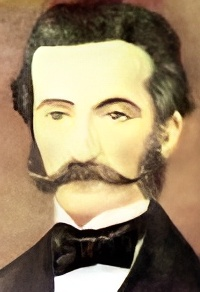
Diego Vigil Cocaña (1836)

Diego Vigil Cocaña (* 1799 in Tegucigalpa; † 10. Januar 1845 in Granada, Nicaragua) war ein zentralamerikanischer Präsident.

## Leben

### Familie und Ausbildung
Diego Vigil wurde als Sohn des José Vigil Fernández und der Josefa Cocaña Fábrega in Tegucigalpa geboren. Er war mit dem späteren zentralamerikanischen Präsidenten Francisco Morazán verwandt und gehörte zu dessen engsten Vertrauten und politischen Mitstreitern. Vigil studierte Jura an der Universität von León in Nicaragua und war anschließend vorübergehend als Anwalt und Notar in Tegucigalpa tätig.

### Politische Laufbahn
Wie seine Verwandten Dionisio de Herrera und Francisco Morazán gehörte auch Diego Vigil der liberalen Partei an. Ab 1824 war er für diese Mitglied im Föderationsparlament der Zentralamerikanischen Konföderation. 1826/27 war er Gouverneur der Provinz Tegucigalpa, wurde jedoch nach der Besetzung Tegucigalpas durch Truppen des konservativen Föderationspräsidenten Manuel José Arce auf der Festung Castillo de Omoa inhaftiert. Nach der Rückeroberung Honduras’ durch Morazán wurde Vigil befreit und zum Stellvertreter Morazáns als Staatschef von Honduras ernannt. Als Morazán am 7. März 1829 an der Spitze eines Heeres Richtung El Salvador aufbrach, übertrug er Vigil die Amtsgeschäfte, die dieser bis zu Morazáns Rückkehr am 2. Dezember desselben Jahres ausübte.
Nach der Wahl Morazáns zum Präsidenten der Zentralamerikanischen Konföderation ging Vigil mit ihm zusammen nach Guatemala-Stadt und – nach der Verlegung der Föderationshauptstadt im Jahre 1835 – nach San Salvador. Vom 1. Februar 1836 bis zum 6. Januar 1838 war er Staatschef der Provinz El Salvador. Dabei galt das Hauptaugenmerk seiner Administration der Bekämpfung der Cholera und der Niederschlagung von zwei Aufständen. Nach dem gewaltsamen Tod des Vizepräsidenten der Zentralamerikanischen Föderation Gregorio Salazar anlässlich der Eroberung von Guatemala-Stadt durch die Truppen Rafael Carreras, wurde Vigil am 1. Februar 1838 zu dessen Nachfolger – und damit wiederum zum Stellvertreter Morazáns – gewählt.
Als Morazáns zweite Amtszeit als zentralamerikanischer Präsident am 1. Februar 1839 endete, übertrug er die Amtsgeschäfte auf Diego Vigil. Angesichts des bereits sehr fortgeschrittenen Zerfallsprozesses der Föderation – nach der Sezession von Nicaragua, Honduras und Costa Rica gehörten nur noch El Salvador und der nicht von den Truppen Rafael Carreras besetzte Teil Guatemalas der Föderation an – war die Durchführung von Neuwahlen nicht mehr möglich, so dass Vigil die Amtsgeschäfte zunächst kommissarisch weiterführte. Nachdem im weiteren Verlauf des Jahres auch Guatemala formell die Föderation verlassen hatte, erklärte das Parlament von El Salvador (als letztem verbliebenen Mitgliedsstaat) offiziell die Anerkennung Vigils als Föderationspräsident. Bereits wenige Monate später, am 31. März 1840, erklärte jedoch auch El Salvador den Austritt aus der Föderation, die damit aufhörte zu existieren.

### Letzte Lebensjahre
Am 8. April 1840 verließ Diego Vigil gemeinsam mit Francisco Morazán El Salvador an Bord eines Schiffes in Richtung Calderas in Costa Rica und von dort nach David im heutigen Panama. Auch bei dessen letztem Versuch, die Zentralamerikanische Föderation wiederherzustellen, indem er den Staatschef von Costa Rica Braulio Carrillo stürzte, unterstützte Vigil Morazán. Nach Morazáns Hinrichtung am 15. September 1842 siedelte sich Vigil in Granada in Nicaragua an, wo er bis zu seinem Lebensende blieb.